# Tătărăști (okręg Hunedoara)
Tătărăști – wieś w Rumunii, w okręgu Hunedoara, w gminie Burjuc. W 2011 roku liczyła 179 mieszkańców.